# Aces High (recueil)
Pour les articles homonymes, voir Aces High.
Aces High (titre original : Aces High) est une anthologie de nouvelles rassemblées par George R. R. Martin qui est également l'un des auteurs participants. Ce recueil est paru en avril 1987 en version originale aux éditions Bantam Spectra puis a été traduit en français et a paru le 25 février 2015 aux éditions J'ai lu dans la collection Nouveaux Millénaires. Le livre est composé de onze nouvelles, certaines étant entrelacées avec d'autres.
Aces High est le deuxième volume de la saga uchronique Wild Cards mettant en scène des super-héros dans un XXe siècle où, le 15 septembre 1946, un virus extra-terrestre capable de réécrire l’ADN humain est libéré au-dessus de New York et décime 90 % de la population qu'il touche. Les rares survivants épargnés possèdent des super-pouvoirs, on les appelle « As », tandis que les autres sont victimes de difformités plus ou moins avancées, on les appelle « Joker ».

## Synopsis
Une secte maçonnique vénère depuis des siècles une divinité spatiale, capable d'annihiler les Terriens. Maintenant à proximité, cette entité biologique s'apprête à lancer son attaque. 

## Personnages principaux

### Fortunato
As dont les pouvoirs psychiques se rechargent par l'orgasme.

### Le docteur Tachyon
Extraterrestre venu en aide aux Terriens, lorsque l'expérience du Virus a débuté sur Terre, sous l'initiative de sa famille takisienne.

### Croyd Crenston
As, surnommé le Dormeur, dont les pouvoirs changent à chacun de ses cycles de sommeil.

### Jube
Extraterrestre en observation sur Terre pour évaluer les impacts du Virus.

### L'Astronome
As à la tête de la secte vénérant TIAMAT, doté de puissants pouvoirs mentaux.

### Trépas
As, aussi nommé Spector, dont le regard peut déclencher la mort du sujet visé.

### L'Homme modulaire
Robot humanoïde conçu par le psychopathe Travnicek, il se rend célèbre pour avoir sauvé une jeune femme des prises d'un singe géant sur l'Empire State Building. Il participe ensuite activement à la repousse de la première attaque de l'Essaim-Mère.

### La Grande et Puissante Tortue
Thomas Tudbury, déjà vu dans le premier tome de la série, possède des dons de télékinésie qu'il utilise pour léviter dans un bunker et pour terrasser ces ennemis. 

## Contenu
- Pièces de sang, 2015 ((en) Pennies from Hell, 1987) par Lewis Shiner
- Jube : un, 2015 ((en) Jube: One, 1987) par George R. R. Martin
- Jusqu'à la sixième génération : prologue, 2015 ((en) Unto the Sixth Generation: Prologue, 1987) par Walter Jon Williams
- Jube : deux, 2015 ((en) Jube: Two, 1987) par George R. R. Martin
- Et tu retourneras à la poussière, 2015 ((en) Ashes to Ashes, 1987) par Roger Zelazny
- Jusqu'à la sixième génération : première partie, 2015 ((en) Unto the Sixth Generation: Part One, 1987) par Walter Jon Williams
- Jusqu'à la sixième génération : deuxième partie, 2015 ((en) Unto the Sixth Generation: Part Two, 1987) par Walter Jon Williams
- Jube : trois, 2015 ((en) Jube: Three, 1987) par George R. R. Martin
- Le Regard qui tue, 2015 ((en) If Looks Could Kill, 1987) par Walton Simons (en)
- Jube : quatre, 2015 ((en) Jube: Four, 1987) par George R. R. Martin
- Jusqu'à la sixième génération : épilogue, 2015 ((en) Unto the Sixth Generation: Epilogue, 1987) par Walter Jon Williams
- Un hiver bien long, 2015 ((en) Winter's Chill, 1987) par George R. R. Martin
- Jube : cinq, 2015 ((en) Jube: Five, 1987) par George R. R. Martin
- Différends familiaux, 2015 ((en) Relative Difficulties, 1987) par Melinda Snodgrass
- Des amis bien utiles, 2015 ((en) With a Little Help From His Friends, 1987) par Victor Milán
- Jube : six, 2015 ((en) Jube: Six, 1987) par George R. R. Martin
- Fausse Route, 2015 ((en) By Lost Ways, 1987) par Pat Cadigan
- La Comète de monsieur Koyama, 2015 ((en) Mr. Koyama's Comet, 1987) par Walter Jon Williams
- Le Seuil de la mort, 2015 ((en) Half Past Dead, 1987) par John J. Miller
- Jube : sept, 2015 ((en) Jube: Seven, 1987) par George R. R. Martin

## Éditions
- Aces High, Bantam Spectra, avril 1987, 390 p.  (ISBN 0-553-26464-8)
- Aces High, J'ai lu, coll. « Nouveaux Millénaires », 25 février 2015, trad. Henry-Luc Planchat et Philippe Richard, 541 p.  (ISBN 978-2-290-06108-4)
- Aces High, J'ai lu, coll. « Science-fiction » no 11708, 8 mars 2017, trad. Henry-Luc Planchat et Philippe Richard, 602 p.  (ISBN 978-2-290-06864-9)